# والتر یاکوبسون
والتر یاکوبسون (انگلیسی: Walter Jakobsson؛ ۶ فوریهٔ ۱۸۸۲ – ۱۰ ژوئن ۱۹۵۷) اسکیت‌باز نمایشی اهل فنلاند بود.